# هامور سرجي الذيل
هامور سرجي الذيل أو سمك القد الأسود أو سمك القد الصخري الأسود (الاسم العلمي Epinephelus daemelii)، نوع سمك كبير القد من الهامور وفصيلة القرفصية. أعطانه شمال نيوزيلندا وقبالة الساحل الجنوب الشرقي لأستراليا. موائلها الطبيعية الصخور وشعاب المرجانية القريبة من المجادح على عمق 50 م. طوله نحو 200 سم ويزن 68 كجم.